# Rei Yonezawa
Rei Yonezawa (japanisch 米澤 令衣 Yonezawa Rei; * 20. Juli 1996 in Sakai) ist ein japanischer Fußballspieler.

## Karriere
Yonezawa erlernte das Fußballspielen in der Jugendmannschaft von Vissel Kobe. Seinen ersten Vertrag unterschrieb er 2015 bei Cerezo Osaka. Der Verein spielte in der zweithöchsten Liga des Landes, der J2 League. Im Mai 2015 wurde Rei Yonezawa an den Drittligisten Blaublitz Akita ausgeliehen. Für den Verein absolvierte er 23 Ligaspiele. 2016 kehrte er zu Cerezo Osaka zurück. 2017 wurde er an den Zweitligisten Renofa Yamaguchi FC ausgeliehen. Für den Verein absolvierte er 16 Ligaspiele. Im September 2017 kehrte er zum Erstligisten Cerezo Osaka zurück. 2019 wechselte er zum Zweitligisten Kagoshima United FC. Am Ende der Saison 2019 stieg der Verein in die dritte Liga ab. Am Ende der Saison 2023 wurde er mit Kagoshima Vizemeister und stieg somit in die zweite Liga auf. Am Ende der Saison 2024 belegte er mit Kagoshima den 19. Tabellenplatz und musste somit in die dritte Liga absteigen.

## Erfolge
Kagoshima United FC
- Japanischer Drittligavizemeister: 2023  ▲